# 杰恩·克雷克
杰恩·克雷克（英語：Jayne Craike，1961年9月21日—），新西兰女子马术运动员。她曾代表新西兰参加1996年、2000年和2004年夏季残疾人奥林匹克运动会马术比赛，获得一枚金牌和一枚银牌。